# Finkovo
Finkovo – wieś w Słowenii, w gminie Ribnica. W 2018 roku liczyła 4 mieszkańców.